# Co Prins
Jacobus Theodorus Wilhelmus "Co" Prins, född 5 juni 1938 i Amsterdam, död 26 september 1987 i Antwerpen, var en nederländsk fotbollsspelare. Prins spelade 184 matcher för Ajax från 1959 till 1966 där han gjorde 60 mål.
Han var även med i filmen Den sista matchen där han spelade den allierade krigsfången Pieter Van Beck.
Han dog 1987 under en match av en hjärtattack.